# Phyllachora rapaneicola
Phyllachora rapaneicola är en svampart som beskrevs av Orejuela 1941. Phyllachora rapaneicola ingår i släktet Phyllachora och familjen Phyllachoraceae.   Inga underarter finns listade i Catalogue of Life.